# 五老村街道

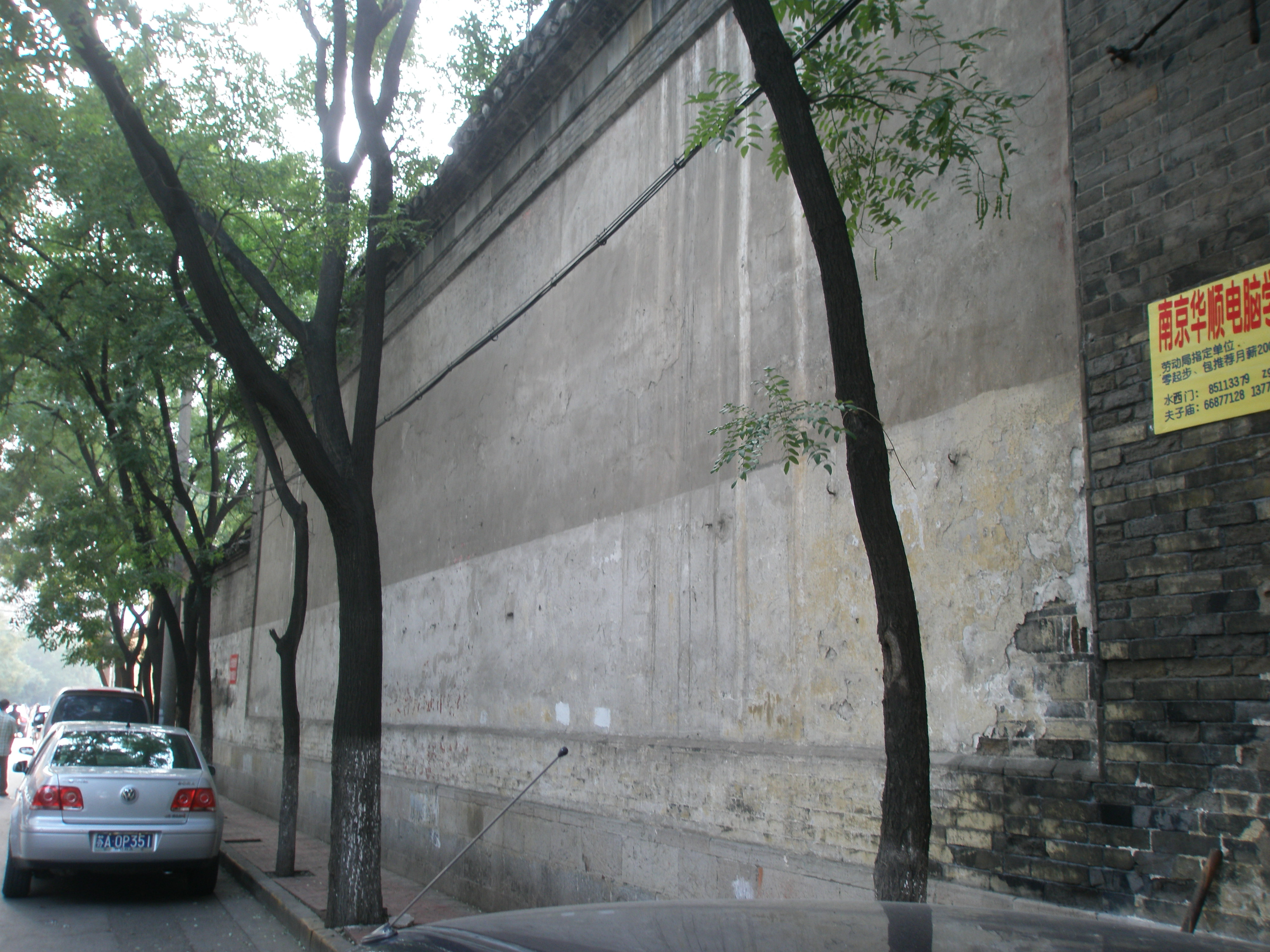
四条巷77号李鸿章祠堂围墙

五老村街道，是中国江苏省南京市秦淮区下属的一个街道办事处。面积1.6平方千米，常住人口8万人。南面以常府街为界，毗邻洪武路街道；西面以莫愁路为界；北面以中山东路为界，毗邻玄武区梅园新村街道；东面以龙蟠路西侧内秦淮河为界，毗邻瑞金路街道。

## 行政区划
该街道下辖5个社区
- 五老村社区
- 新街口商业街社区
- 三条巷社区
- 淮海路社区
- 树德里社区

## 故居遗迹
- 李鸿章祠堂，四条巷77号。
- 童寯故居，文昌巷。